# Gunvor Håkansson
Gunvor Elsa Håkansson, född 25 juli 1909 i Norrköping, död 2002, var en svensk författare och översättare.
Hon var dotter till telefondirektören Karl Håkansson och Torborg Gunnarsson. Hon var gift med kamrer Gösta Tottie-Håkansson.
Både som författare och som översättare ägnade sig Håkansson huvudsakligen åt barn- och ungdomsböcker. Mellan författardebuten 1947 och sista översättningen 1991 blev det runt 150 böcker.

## Böcker (urval)
- Maria sju prickar (Lindqvist, 1947)
- Den förtrollade limpan (Svensk läraretidning, 1957) (Barnbiblioteket Saga, 321)
- Herr Pomander målare (Svensk läraretidning, 1958) (Barnbiblioteket Saga, 339)
  - Tysk översättning: Pomander mals alles (1964)
- Knatt och Alexander (Svensk läraretidning, 1961) (Barnbiblioteket Saga, 410)
- Livet på Gustav III:s tid (A. V. Carlson, 1965)
- Lotta på väg (Svensk läraretidning, 1965) (Barnbiblioteket Saga, 483)
  - Dansk översättning: Lotta på vej (1970)
- Ursäkta, mitt namn är Trana (Svensk läraretidning, 1968) (Barnbiblioteket Saga, 549)
- Petras hemliga liv (Saga, 1971)
  - Dansk översättning Petras hemmelige liv (1972)
- Ring till polisen, Åsa (B. Wahlström, 1975)
  - Finsk översättning: Soita poliisille, Åsa! (1979)
- Hemma i sommar (AWE/Geber, 1978)

## Översättningar (urval)
- Elisabeth Chapman: Lastbilen Teodor (Marmaduke the lorry) (Svensk läraretidning, 1955) (Barnbiblioteket Saga, 275)
- Caroline Lester: På egen hand (Pat on her own) (Lindqvist, 1957)
- Christy Bentzon: Eva får nya vänner (Eva får nye venner) (Lindqvist, 1958)
- Enid Blyton: Kvartetten vid hemliga grottan (The secret of Spiggy Holes) (B. Wahlström, 1967)
- Fjodor Dostojevskij: Brott och straff (Prestuplenie i nakazanie) (förkortad, rev. översättning) (Lindblad, 1971)
- Dorothy Eden: En röst i natten (Listen to danger) (B. Wahlström, 1974)
- Patricia Highsmith: Ugglans rop (The cry of the owl) (Askild & Kärnekull, 1975)
- Joanne Greenberg: Son till låns (Season of delight) (Askild & Kärnekull, 1982)
- Jan Eaton: Stora boken om sömnad (The encyclopedia of sewing techniques) (Legenda, 1991)

## Priser
- Boklotteriets stipendiater 1960
- Litteraturfrämjandets stipendiater 1968